# Esther Williams
Esther Jane Williams (ur. 8 sierpnia 1921 w Inglewood w Kalifornii, zm. 6 czerwca 2013 w Beverly Hills) – amerykańska pływaczka i aktorka.

## Życiorys
Jeszcze przed ukończeniem dwudziestego roku życia Esther została mistrzynią w młodzieżowych zawodach pływackich. Planowała w 1940 roku wziąć udział w Letnich Igrzyskach Olimpijskich licząc na sukces także i tam. Niestety olimpiada nie odbyła się z powodu trwania II wojny światowej. Jednak młoda i utalentowana sportsmenka została szybko dostrzeżona przez producentów filmowych, którzy skłonili ją by spróbowała swoich sił jako aktorka. W 1942 roku zagrała w swoim pierwszym filmie 
Andy Hardy's Double Life. W następnych latach pojawiać się zaczęła w tzw. "Aqua Musicalach", gdzie mogła wykorzystywać swoje pływackie umiejętności. Pierwszym z nich był musical Ślicznotki w kąpieli (Bathing Beauty) z 1944 roku. Jednak największym sukcesem okazał się Million Dollar Mermaid z 1952 roku, po którym została ochrzczona przydomkiem "Amerykańska Syrena". W późniejszym okresie zagrała jeszcze w kilku filmach, także role dramatyczne, pojawiała się też w telewizji i na deskach teatrów, by ostatecznie porzucić aktorstwo. W późniejszym okresie pojawiała się sporadycznie w filmach dokumentalnych. W 1999 roku wydała swoją autobiografię Million Dollar Mermaid. Od 2009 roku Williams mieszkała ze swoim czwartym mężem Edwardem Bell, w Beverly Hills, gdzie 6 czerwca 2013 roku zmarła.
Esther Wiliams była zamężna 4-krotnie. Jej mężami byli:
- Leonard Kovner (27.06.1940 - 1944, rozwód)
- Ben Gage (25.11.1945 - 20.04.1959, rozwód), troje dzieci: Benjamin (ur. 06.08.1949), Kimball (ur. 30.10.1950) i Susan (ur. 01.10.1953);
- Fernando Lamas (31.12.1969 - 08.10.1982, jego śmierć);
- Edward Bell (od 24.10.1994)

## Wybrana filmografia
- 1942 Andy Hardy's Double Life
- 1944 Ślicznotki w kąpieli
- 1945 Z tobą na wyspie
- 1946 Burzliwe życie Kerna
- 1946 Rewia na Broadwayu
- 1949 Córka Neptuna
- 1949 Zabierz mnie na mecz
- 1952 Ahoj, spódniczki
- 1952 Million Dollar Mermaid